# Svitavy (nádraží)
Svitavy jsou železniční stanice ve východní části stejnojmenného města v Pardubickém kraji. Leží na tratích Brno – Česká Třebová a Svitavy – Žďárec u Skutče. Stanice je elektrifikovaná (3 kV DC). Ve Svitavách se dále nachází železniční zastávka Svitavy zastávka (trať 261). Zastávka Svitavy-Lačnov (trať 260) byla v prosinci 2022 přeložena do nové polohy těsně za hranici katastru Opatovce a přejmenována na Opatovec. Zastávka Svitavy-Lány (trať 260) se nachází těsně za hranicí katastru Hradce nad Svitavou.

## Historie
Stanice byla vybudována jakožto součást Severní státní dráhy spojující primárně tratě v majetku společnosti procházející Brnem a Českou Třebovou. Práce započaly roku 1843 ve směru od Brna v Obřanech, hlavním projektantem trati se stal inženýr Hermenegild von Francesconi. Práce zajišťovala brněnská stavební firma bratří Kleinů, která po určitou dobu měla svou kancelář v domě rodiny Blodigů ve Svitavách. První vlak dorazil na svitavské nádraží 1. ledna 1849. Severní státní dráha byla roku 1854 privatisována a provozovatelem se stala Rakouská společnost státní dráhy (StEG). Roku 1869 byla trať zdvoukolejněna. Táhlá původní jednopatrová budova stanice svou podobu nijak výrazně nezměnila (2019). 15. září 1896 došlo po vleklých jednáních a díky lokálním investicím k dokončení železničního spojení s Poličkou, které bylo roku 1897 prodlouženo do Skutče.
Po zestátnění StEG v roce 1908 pak obsluhovala stanici jedna společnost, Císařsko-královské státní dráhy (kkStB), po roce 1918 pak správu přebraly Československé státní dráhy, místní dráha byla zestátněna až roku 1925.
Elektrická trakční soustava sem byla dovedena roku 1966 ve směru z České Třebové, ze Svitav dále pak trakce nepokračovala. K dokončení elektrifikace úseku Česká Třebová – Brno došlo až v 90. letech, pravidelný provoz elektrických souprav zde byl zahájen v roce 1999. Jižně od železniční stanice Svitavy se na kilometru 228,108 nachází přechod stejnosměrné a střídavé napájecí soustavy (od Brna 25 kV 50 Hz AC, k České Třebové 3 kV DC).

## Popis
Stanicí prochází První železniční koridor, leží na trase 4. Panevropského železničního koridoru. V letech 1992–1998 prošel celý traťový úsek rekonstrukcí, nachází se zde dvě nekrytá nástupiště, ke kterým se přichází přechody přes kolejiště a jedno kryté ostrovní nástupiště s podchodem pro cestující (2019). Motorové soupravy ve směru do Poličky a Skutče odjíždí od prvního nástupiště, na severní straně staniční budovy. V roce 2019 byl rekonstruován prostor před nádražím: vznikla nová autobusová nástupiště, parkoviště nebo stojany na kola.